# الیور دوین
الیور دوین (انگلیسی: Oliver Dovin؛ زادهٔ ۱۱ ژوئیهٔ ۲۰۰۲) بازیکن فوتبال اهل سوئد است.
از باشگاه‌هایی که در آن بازی کرده‌است می‌توان به باشگاه فوتبال هامارابی اشاره کرد.
وی همچنین در تیم‌های ملی فوتبال Sweden national under-17 football team, Sweden national under-19 football team، و زیر ۲۱ سال سوئد بازی کرده‌است.